# Duolandrevus kotoshoensis
Duolandrevus kotoshoensis is een rechtvleugelig insect uit de familie krekels (Gryllidae). De wetenschappelijke naam van deze soort is voor het eerst geldig gepubliceerd in 1989 door Oshiro.